# John Davis Lodge
John Davis Lodge (20 de outubro de 1903 – 29 de outubro de 1985) foi um ator, diplomata e político dos Estados Unidos. Foi o 79.º Governador do Connecticut entre 1951 e 1955, e embaixador dos Estados Unidos na Espanha, Argentina, e Suíça. Como ator, surgiu creditado como John Lodge.
Casou com a atriz italiana Francesca Braggiotti em 1929 e era irmão de Henry Cabot Lodge, Jr. (1902-1985), também político e diplomata.

## Biografia
Após estudos de direito e de se inscrever na barra de Nova Iorque como advogado em 1932, John Lodge iniciou uma carreira de ator na Paramount Pictures. Entre os seus quatro primeiros filmes, saídps em 1933, encontra-se Little Women de George Cukor (versão com Katharine Hepburn e Joan Bennett, produzido pela RKO Pictures).
Seguiram-se outros três filmes até 1935 (incluindo The Scarlet Empress de Josef von Sternberg em 1934, com Marlene Dietrich), ano9 onde passou a residir na Europa. Surge em filmes franceses (como Koenigsmark de Maurice Tourneur em 1935, com Elissa Landi e Pierre Fresnay), dois filmes italianos, nove filmes britânicos (entre eles "Week-end") de Carol Reed em 1938, com Margaret Lockwood) e duas co-produções franco-britânicas (a versão inglesa de Kœnigsmark, e ainda Sarajevo de Max Ophüls em 1940, com Edwige Feuillère).
Após um últmi filme britânico de 1941, regressa aos E.U.A. produzindo teatro na Broadway (onde já tinha atuado em 1932, numa operata de Robert Stolz (Night of Love) e numa peça de Lillian Hellman (Watch on the Rhine, com Ann Blyth), em 1941-1942.
Com a Segunda Guerra Mundial, torna-se oficial da United States Navy, de 1942 a 1946. Desmobilizado, estreia em 1947 uma carreira de político, no seio do Partido Republicano.
Entre outros, foi representante do Connecticut entre 1947 e 1951 e Governador do Connecticut 1951 a 1955, sendo depois embaixador dos Estados Unidos (em Espanha de 1955 a 1961, na Argentina de 1969 a 1973, e na Suíça de 1983 a 1985, até poucos meses antes da sua morte.

## Filmografia parcial
- The Woman Accused (1933)
- Little Women (1933)
- Murders in the Zoo (1933)
- The Scarlet Empress (1934)
- The Little Colonel (1935)
- Koenigsmark (1935)
- The Tenth Man (1936)
- Ourselves Alone (1936)
- Sensation (1936)
- Bulldog Drummond at Bay (1937)
- Premiere (1938)
- Queer Cargo (1938)
- Bank Holiday (1938)
- Lightning Conductor (1938)
- Just like a Woman (1939)
- Sarajevo (1940)

## Publicações
- Lodge, John Davis (1962). «The Iberian Peninsula and Western Europe». Journal of International Affairs. 16 (N.1): 77–78. JSTOR 24363099